# Hannahanna
Hannahannah (van het Hittitisch hannas "grootmoeder") was een moedergodin van de Hurriten en godin van de geboorte. Zij staat mogelijk in relatie met of is beïnvloed qua mythisch symbool door de Sumerische godin Inanna. Hannahannah werd ook gelijkgesteld met de Hurritische godin Hebat (Kubaba). Er is eveneens naamverwantschap met de Bijbelse Hannah (volgens 1 Samuel:1 de moeder van Samuel). 

## Mythen
Na de verdwijning van Telepinu beklaagt de Hittitische stormgod Tarhunt (Hurritische Teshub) zich bij haar. Maar ze stuurt hem zelf op zoek en wanneer hij het opgeeft stuurt ze een bij achter hem aan met de opdracht de god te zuiveren door hem in handen en voeten te steken en zijn ogen en voeten met was te zalven.
Zij beveelt de stormgod aan de bruidsschat te betalen die de Zeegod vroeg op haar huwelijksdag met Telipinu.
Toen Inara eens raad vroeg aan Hannahannah schonk deze haar een man en land. Kort daarna was Inara vermist en zodra Hannahannah daarvan op de hoogte werd gesteld door de bij van de Stormgod begint zij blijkbaar een zoektocht, bijgestaan door haar vrouwelijke helpster. Blijkbaar verdwijnt Hannahanna net als Demeter voor een tijdje in woede en zolang ze weg is raken runderen en schapen verstikt en moeders, zowel menselijke als dierlijke, verwaarlozen hun kinderen. Wanneer haar woede naar de Donkere Aarde is bezworen komt zij in vreugde terug, en nemen moeders weer de zorg op voor hun kleintjes. 

Om haar woede te bezweren kon men ook kreupelhout branden en de rook ervan in haar lichaam laten dringen. 
In deze en een andere tekst lijkt zij ook te beraadslagen met de Zonnegod en de Oorlogsgod. Maar er ontbreken hele stukken van de tekst.